# Chronicon Salernitanum
Chronicon Salernitanum reprezintă o cronică anonimă datând din secolul al X-lea, referitoare la istoria principatului de Salerno. După toate probabilitășile, a fost redactată în jurul anului 990 și fost atribuită lui Radoald de Salerno, abate de San Benedetto de către Huguette Taviani-Carozzi. Prezintă "unele pretenții de merit literar", iar "conținutul este valabil, în ciuda lipsei de abilitate critică ce desfigurează opera", potrivit descrierii din Enciclopedia catolică.